# Ladislav Šustr
Ladislav Šustr (* 13. května 1944, Telnice) je český politik, na konci 20. století a v první dekádě 21. století poslanec Poslanecké sněmovny za KDU-ČSL, v roce 2009 spoluzakladatel strany TOP 09. Rezignoval na poslanecký post po skandálu s možným ovlivňováním zákonů výměnou za peníze od loterijních společností. Po parlamentních volbách 2010 se stal poradcem poslankyně Jaroslavy Schejbalové (TOP 09).

## Biografie
Vyučil se soustružníkem a maturoval na gymnáziu a na stavební průmyslovce. V letech 1968 až 1990 pracoval v podniku Zbrojovka Brno. V roce 1990 byl zvolen starostou Telnice za KDU-ČSL. V komunálních volbách roku 1994 a komunálních volbách roku 1998 byl znovu zvolen do zastupitelstva obce Telnice za KDU-ČSL.
Ve volbách v roce 1998 byl zvolen do poslanecké sněmovny za KDU-ČSL (volební obvod Jihomoravský kraj). Byl členem sněmovního rozpočtového výboru (v letech 2005-2006 a 2007-2009 jeho místopředsedou). V období let 2006-2009 rovněž působil jako místopředseda kontrolního výboru. Mandát poslance obhájil ve volbách v roce 2002 a volbách v roce 2006. Na poslanecké křeslo rezignoval v září 2009.
V červnu 2009 ohlásil svůj odchod z KDU-ČSL. Kandidoval do předčasných voleb v roce 2009 za TOP 09, ale po afeře „Zákon za milion“ byl z kandidátky stranou vyškrtnut. Po sněmovních volbách v roce 2010 se spolu se svým synem stal poradcem poslankyně za TOP 09 Jaroslavy Schejbalové.
V letech 1997–2009 byl členem dozorčí rady loterijní společnosti Sazka, a. s. V roce 2007 činila jeho odměna za tuto činnost dva miliony korun. V letech 1997–2010 byl také starostou křesťanské sportovní organizace Orel.

### Aféra „zákon za milión“
V září 2009 byl tajně nahrán Šustrův rozhovor s redaktorem deníku MF DNES, který se vydával za majitele neexistující sítě heren Jackpot. Byl ochoten vzít až miliónový úplatek za to, že zabrání přijetí novely zákona o loteriích. Šustr nejprve popíral, že by se s figurantem MF Dnes vůbec setkal, ale přiznal se ve chvíli, kdy mu stanul tváří v tvář. Portál idnes.cz zveřejnil následně záznam částí schůzek Šustra ve kterých nabízel, aby milionový sponzorský dar byl rozdělen na několik částí a oficiálně vykázán subjekty blízkými TOP 09, např. agenturou, které zajišťuje volební kampaň.
Šustr se rozhodl rezignovat na poslanecký post i na funkci v dozorčí radě loterijní společnosti Sazka. Nicméně uvedl „nejsem vědom žádných nečestných motivů či snahy osobně se obohatit“. Stranou byl následně stažen ze čtvrtého místa kandidátky v Jihomoravském kraji.
Po volbách v roce 2010 se spolu se svým synem stal poradcem poslankyně za TOP 09 Jaroslavy Schejbalové.